# AFC Challenge League
L'AFC Challenge League (in precedenza Coppa del Presidente dell'AFC (in inglese AFC President's Cup)) è una competizione calcistica per club organizzata dall'AFC dal 2005 al 2014, e riorganizzata per il 2024.

## Storia
La AFC President's Cup venne istituita nel 2005 come competizione di terzo livello nella piramide calcistica dell'AFC, con l'obiettivo di permettere ai club provenienti da nazioni membri dell'AFC con ranking più basso di partecipare a una competizione continentale.
Il percorso della AFC President’s Cup iniziò nel 2005, quando il Regar-TadAZ del Tagikistan sconfisse il Dordoi Dynamo del Kirghizistan per 3-0, conquistando il titolo della stagione inaugurale nella finale giocata a Kathmandu.
La squadra del Kirghizistan del Dordoi Biškek vinse le due edizioni successive, disputate in Malesia e in Pakistan, mentre il Regar-TadAZ tornò a dominare nel 2008 e nel 2009. L'anno seguente, lo Yadanarbon del Myanmar divenne la prima squadra vincitrice al di fuori dell’Asia Centrale, battendo il Dordoi Biškek per 1-0 nella finale in Myanmar.
Nel 2011, Taiwan ottenne la sua prima affermazione nella competizione grazie alla Taiwan Power Company, che sollevò il trofeo davanti al proprio pubblico. Le vittorie successive dell’Istiqlol del Tagikistan e del Balkan del Turkmenistan entrambe squadre provenienti dall'Asia Centrale, rispettivamente nel 2012 e nel 2013, fecero sì che ancora non ci fosse stato un vincitore proveniente dall’Asia Occidentale o dall'Asia Meridionale.
Il 25 novembre 2013, il Comitato Competizioni dell'AFC propose che l'edizione del 2014 fosse l'ultima del torneo. A partire dal 2015, i campioni delle leghe dei "Paesi emergenti" saebbero stati ammessi agli spareggi di qualificazione per l'AFC Cup.
Nell’ultima edizione del 2014, l’HTTU Aşgabat ha sconfitto in finale la squadra nordcoreana Rimyongsu per 2-1, diventando la seconda squadra del Turkmenistan a vincere la competizione e l'ultima a vincere la Coppa del Presidente.
Il 23 dicembre 2022 fu annunciato che la struttura delle competizioni AFC avrebbero cambiato formato a partire dalla stagione 2024–25. Tra le novità ci sarebbe stato il ritorno della Coppa del Presidente dell'AFC, rinominata AFC Challenge League.
Il 24 maggio 2024, l'AFC ha annunciato che i record e le statistiche delle precedenti competizioni per club AFC saranno riconosciute e integrate nelle nuove competizioni: tra questi, i dati della Coppa del Presidente dell'AFC saranno trasferiti all'AFC Challenge League.

## Formula

### Coppa del Presidente dell'AFC
Le squadre partecipanti erano divise in tre gruppi da quattro squadre, le prime due classificate di ogni gruppo si qualificavano alla fase successiva. La seconda fase del torneo era composta da due gironi da tre squadre ciascuno, le due vincitrici di ciascun girone si affrontavano nella finale per l'assegnazione del trofeo. Non veniva disputata la finale 3º-4º posto.
A questa competizione partecipavano squadre di club delle nazioni emergenti affiliate all'AFC. Le nazioni mature e in sviluppo partecipavano rispettivamente all'AFC Champions League e alla Coppa dell'AFC. Venivano ammesse le squadre detentrici del titolo di campione nazionale di quei paesi che rispettavano i criteri di ammissione stabiliti dal Comitato Esecutivo dell'AFC ed elencati nel regolamento della competizione.
Le prime 3 edizioni (2005-2007) comprendevano un totale di 8 squadre, aumentate a 11 nel 2010.
A partire dall'edizione 2011 il comitato esecutivo dell'AFC ha introdotto una dodicesima squadra nella competizione (in maniera tale da avere 3 gruppi eliminatori da 4 squadre ciascuno). Nel 2012 la Mongolia è stata ammessa al torneo, senza però variazioni nel numero totale delle squadre in quanto la Birmania è stata promossa dall'AFC e ha ottenuto il diritto di partecipare alla Coppa dell'AFC. L'anno successivo è stata la volta delle Filippine che hanno ottenuto l'accesso al torneo, ma ancora senza variazioni nel numero totale delle partecipanti poiché le squadre del Tagikistan sono state promosse nella Coppa dell'AFC.

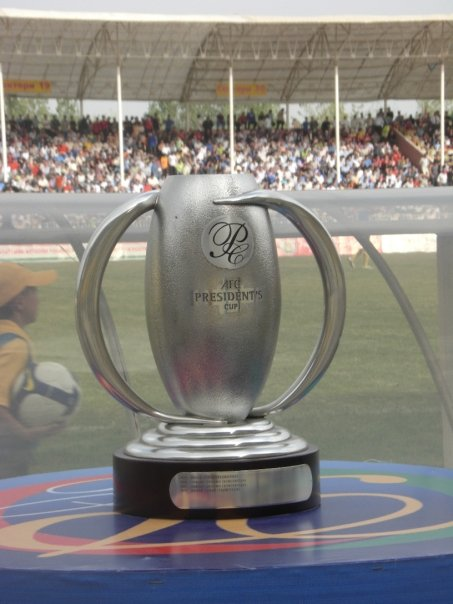
Il trofeo assegnato quando la competizione si chiamava AFC President's Cup

#### Promozioni e retrocessioni
Le uniche nazioni che sono state promosse sono state la Birmania, il Kirghizistan, la Palestina e il Tagikistan. Di queste quattro l'unica a non aver mai vinto la "Coppa del Presidente dell'AFC" è stata la Palestina, che è anche quella che ha impiegato meno stagioni ad essere promossa, ovvero tre. Di esse però nessuna è riuscita ad essere promossa ulteriormente per partecipare all'AFC Champions League, ma non è mai stata neanche retrocessa dalla "Coppa dell'AFC".
Le nazioni emergenti che non rispettavano i requisiti non inviavano le proprie squadre di club ad alcuna competizione continentale. Nell'ultima stagione (2014) le federazioni escluse sono state l'Afghanistan, il Brunei, Guam, il Laos, Macao, le Marianne Settentrionali e Timor Est.

### AFC Challenge League
Il formato attuale prevede la partecipazione di 18 squadre, selezionate tra i club vincitori dei campionati nazionali dei Paesi con ranking AFC più basso. Le squadre vengono suddivise in quattro gruppi, con le partite della fase a gironi disputate in una sede centralizzata e con formula a gara secca, ovvero senza andata e ritorno. Questo sistema riduce i costi logistici per le società partecipanti e consente di concentrare il torneo in tempi contenuti, mantenendo alto il livello di competitività.
Al termine della fase a gironi, le prime otto squadre classificate (solitamente le vincitrici dei gruppi più le migliori seconde) accedono ai quarti di finale. Da questo punto in poi, il torneo assume una formula a eliminazione diretta con gare di andata e ritorno per i quarti e le semifinali, consentendo alle squadre di giocare sia in casa che in trasferta, aumentando così l’equilibrio e l’equità sportiva. La finale, invece, si disputa in gara unica, in una sede prestabilita o neutrale, per dare risalto all’evento e garantire una cornice prestigiosa alla proclamazione della squadra campione.

## Paesi partecipanti

### Coppa del Presidente dell'AFC
| Nazione            | Edizioni | Edizioni | Edizioni | Edizioni | Edizioni | Edizioni | Edizioni | Edizioni | Edizioni | Edizioni |
| Nazione            | 2005     | 2006     | 2007     | 2008     | 2009     | 2010     | 2011     | 2012     | 2013     | 2014     |
| ------------------ | -------- | -------- | -------- | -------- | -------- | -------- | -------- | -------- | -------- | -------- |
| Bangladesh         |          |          |          | x        | x        | x        | x        | x        | x        | x        |
| Bhutan             | x        | x        | x        | x        | x        | x        | x        | x        | x        | x        |
| Birmania           |          |          |          | x        | x        | x        | x        | C. AFC   | C. AFC   | C. AFC   |
| Cambogia           | x        | x        | x        | x        | x        | x        | x        | x        | x        | x        |
| Filippine          |          |          |          |          |          |          |          |          | x        | x        |
| Kirghizistan       | x        | x        | x        | x        | x        | x        | x        | x        | x        | C. AFC   |
| Mongolia           |          |          |          |          |          |          |          | x        | x        | x        |
| Nepal              | x        | x        | x        | x        | x        | x        | x        | x        | x        | x        |
| Corea del Nord     |          |          |          |          |          |          |          |          |          | x        |
| Pakistan           | x        | x        | x        | x        | x        | x        | x        | x        | x        | x        |
| Palestina          |          |          |          |          |          |          | x        | x        | x        | C. AFC   |
| Sri Lanka          | x        | x        | x        | x        | x        | x        | x        | x        | x        | x        |
| Taipei cinese      | x        | x        | x        | x        | x        | x        | x        | x        | x        | x        |
| Tagikistan         | x        | x        | x        | x        | x        | x        | x        | x        | C. AFC   | C. AFC   |
| Turkmenistan       |          |          |          | x        | x        | x        | x        | x        | x        | x        |
| Paesi partecipanti | 8        | 8        | 8        | 11       | 11       | 11       | 12       | 12       | 12       | 11       |

Legenda:
- x = i club di questo paese partecipavano in questa edizione
- casella dorata = il club di questa nazione ha vinto il titolo
- casella d'argento = il club di questa nazione è arrivato secondo
- casella color bronzo = il club di questa nazione è arrivato alle semifinali (dal 2011 non si disputano più)
- casella con la cornice rossa = la nazione è stata promossa al livello superiore
- C. AFC = i club di questa nazione partecipano alla Coppa dell'AFC

### AFC Challenge League
| Afghanistan        | x  |
| Bangladesh         | x  |
| Bahrein            | x  |
| Bhutan             | x  |
| Birmania           | x  |
| Cambogia           | x  |
| India              | x  |
| Indonesia          | x  |
| Kirghizistan       | x  |
| Kuwait             | x  |
| Laos               | x  |
| Libano             | x  |
| Mongolia           | x  |
| Oman               | x  |
| Palestina          | x  |
| Taipei cinese      | x  |
| Siria              | x  |
| Turkmenistan       | x  |
| Paesi partecipanti | 18 |

Legenda:
- x = i club di questo paese partecipavano in questa edizione
- casella dorata = il club di questa nazione ha vinto il titolo
- casella d'argento = il club di questa nazione è arrivato secondo

## Albo d'oro

### Coppa del Presidente dell'AFC
| 2005 Dettagli | Nepal         | Regar-TadAZ      | 3-0           | Dordoj-Dinamo           | Blue Star SC         | Three Star Club |
| 2006 Dettagli | Malaysia      | Dordoj-Dinamo    | 2-1 (dts)     | Vachš                   | Tatung               | Khemara         |
| 2007 Dettagli | Pakistan      | Dordoj-Dinamo    | 2-1           | Nepal Police Club       | Ratnam Sports Club   | Regar-TadAZ     |
| 2008 Dettagli | Kirghizistan  | Regar-TadAZ      | 1-1 (4-3 dtr) | Dordoj-Dinamo           | Mahendra Police Club | FC Aşgabat      |
| 2009 Dettagli | Tagikistan    | Regar-TadAZ      | 2-0           | Dordoj-Dinamo           | WAPDA                | FC Aşgabat      |
| 2010 Dettagli | Birmania      | Yadanarbon       | 1-0 (dts)     | Dordoj-Dinamo           | Vachš                | HTTU Aşgabat    |
| 2011 Dettagli | Taipei cinese | Taiwan Power Co. | 3-2           | Phnom Penh Crown        | [ 15 ]               | [ 15 ]          |
| 2012 Dettagli | Tagikistan    | Istiklol         | 2-1           | Markaz Shabab Al-Am'ari |                      |                 |
| 2013 Dettagli | Malaysia      | Balkan           | 1-0           | KRL                     |                      |                 |
| 2014 Dettagli | Sri Lanka     | HTTU Aşgabat     | 2-1           | Rimyongsu Sports Club   |                      |                 |

### AFC Challenge League
| Anno      | Finale   | Finale    | Finale     |
| Anno      | Campione | Punteggio | Seconda    |
| --------- | -------- | --------- | ---------- |
| 2024-2025 | Arkadag  | 2-1 (dts) | Svay Rieng |

## Vittorie per squadra
| Squadra           | Titoli | Secondo posto | Edizioni vinte   | Edizioni finalista     |
| ----------------- | ------ | ------------- | ---------------- | ---------------------- |
| Regar-TadAZ       | 3      | 0             | 2005, 2008, 2009 | -                      |
| Dordoj-Dinamo     | 2      | 4             | 2006, 2007       | 2005, 2008, 2009, 2010 |
| Yadanarbon        | 1      | 0             | 2010             | -                      |
| Taiwan Power Co.  | 1      | 0             | 2011             | -                      |
| Istiklol          | 1      | 0             | 2012             | -                      |
| Nebitçi           | 1      | 0             | 2013             | -                      |
| HTTU Aşgabat      | 1      | 0             | 2014             | -                      |
| Arkadag           | 1      | 0             | 2024-25          | -                      |
| Vachš             | 0      | 1             | -                | 2006                   |
| Nepal Police Club | 0      | 1             | -                | 2007                   |
| Phnom Penh Crown  | 0      | 1             | -                | 2011                   |
| Shabab Al-Am'ari  | 0      | 1             | -                | 2012                   |
| KRL               | 0      | 1             | -                | 2013                   |
| Ryomyong          | 0      | 1             | -                | 2014                   |
| Svay Rieng        | 0      | 1             | -                | 2024-25                |

## Prestazioni per Nazione
| Nazione       | Vittorie | 2° posti | Semifinali |
| ------------- | -------- | -------- | ---------- |
| Tagikistan    | 4        | 1        | 2          |
| Turkmenistan  | 3        | 0        | 3          |
| Kirghizistan  | 2        | 4        | 0          |
| Birmania      | 1        | 0        | 0          |
| Taipei cinese | 1        | 0        | 1          |
| Cambogia      | 0        | 2        | 1          |
| Nepal         | 0        | 1        | 2          |
| Palestina     | 0        | 1        | 0          |
| Pakistan      | 0        | 1        | 1          |
| Sri Lanka     | 0        | 0        | 2          |
| Kuwait        | 0        | 0        | 1          |
| Indonesia     | 0        | 0        | 1          |

## Premi individuali

### Capocannoniere
| Stagione | Giocatore              | Squadra          | Goal |
| -------- | ---------------------- | ---------------- | ---- |
| 2005     | Dudley Steinwall       | Blue Star        | 4    |
| 2005     | Hok Sochetra           | Hello United     | 4    |
| 2005     | Khurshed Mahmudov      | Regar-TadAZ      | 4    |
| 2005     | Dzhomikhon Mukhidinov  | Regar-TadAZ      | 4    |
| 2006     | Chuang Yao-tsung       | Tatung           | 5    |
| 2006     | Roman Kornilov         | Dordoj-Dinamo    | 5    |
| 2007     | Channa Ediri Bandanage | Ratnam           | 6    |
| 2008     | Thi Ha Kyaw            | Kanbawza         | 6    |
| 2009     | Soe Min Oo             | Kanbawza         | 6    |
| 2010     | Rustam Usmonov         | Vachš            | 5    |
| 2011     | Ho Ming-tsan           | Taiwan Power Co. | 6    |
| 2012     | Mirlan Murzaev         | Dordoj Biškek    | 8    |
| 2013     | Mirlan Murzaev         | Dordoj Biškek    | 9    |
| 2014     | Suleyman Muhadow       | HTTU Aşgabat     | 11   |
| 2024-25  | Altymyrat Annadurdyýew | Arkadag          | 5    |

### Miglior Giocatore
| Stagione | Giocatore         | Squadra          |
| -------- | ----------------- | ---------------- |
| 2005     | non assegnato     | -                |
| 2006     | non assegnato     | -                |
| 2007     | Valery Kashuba    | Dordoj-Dinamo    |
| 2008     | non assegnato     | -                |
| 2009     | Khurshed Mahmudov | Regar-TadAZ      |
| 2010     | Mirlan Murzaev    | Dordoj-Dinamo    |
| 2011     | Chen Po-liang     | Taiwan Power Co. |
| 2012     | Alisher Tuychiev  | Istiklol         |
| 2013     | Amir Gurbani      | Balkan           |
| 2014     | Suleyman Muhadow  | HTTU Aşgabat     |
| 2024-25  | Şanazar Tirkişow  | Arkadag          |